# Ray Armstead
Raymond Richard Armstead, detto Ray (Saint Louis, 27 maggio 1960), è un ex velocista statunitense, specializzato nei 400 metri piani e vincitore della staffetta 4×400 m ai Giochi olimpici di Los Angeles 1984.

## Palmarès
| Anno | Manifestazione  | Sede        | Evento  | Risultato | Prestazione | Note |
| ---- | --------------- | ----------- | ------- | --------- | ----------- | ---- |
| 1984 | Giochi olimpici | Los Angeles | 4×400 m | Oro       | 2'57"91     |      |